# Teatro Vittorio Alfieri
Das Teatro Vittorio Alfieri ist ein Theaterhaus in der piemontesischen Stadt Asti. Es wurde 1860 eröffnet und befindet sich im historischen Zentrum der Stadt, in der Nähe des Rathauses.

## Geschichte

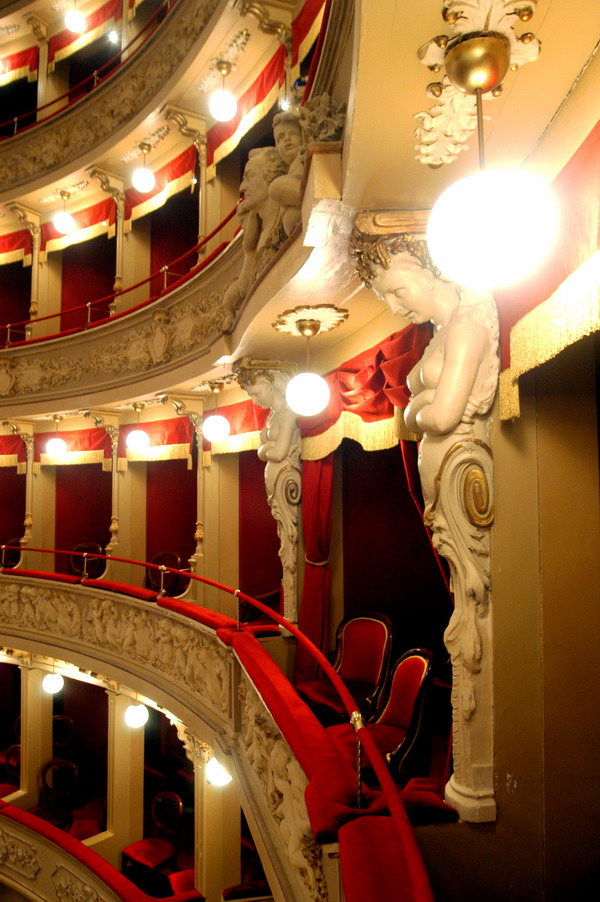
Die Theaterlogen

Das Theater wurde zwischen 1858 und 1860 von einer privaten Gesellschaft gebaut, die von dem jüdischen Bankier Zaccaria Ottolenghi und anderen Investoren aus dem Bürgertum der Stadt gegründet wurde. Ottolenghi war der Zutritt zum vorherigen Theater der Stadt, dem Teatro San Bernardino, verwehrt worden, weil er Jude war, und so beschloss er, den Bau eines neuen Theaters zu finanzieren, das besser sein sollte als das alte.
Es wurde ein Wettbewerb ausgeschrieben, an dem zahlreiche Profis teilnahmen. Die Wahl fiel auf das Projekt des Ingenieurs Domenico Svanascini, inspiriert vom Teatro Carlo Felice in Genua. Das Theater, das dem Dramatiker Vittorio Alfieri aus Asti gewidmet ist, verfügte über 103 Loggien auf vier Rängen sowie eine Galerie.
Im Jahr 1911 wurden wesentliche Änderungen vorgenommen, um die Akustik des Theaters zu verbessern und einen Raum für das Orchester zu schaffen: die letzte Logenreihe wurde entfernt, um eine große Galerie zu schaffen, und die erste Reihe wurde durch Stufen ersetzt; Weitere 17 zentrale Logen dritter Ordnung wurden ebenfalls in eine Galerie umgewandelt und mehrere Logen zweiter Ordnung wurden mit anderen verbunden, um geräumigere Logen zu schaffen, wodurch auch das Foyer erweitert wurde. Die Wiedereröffnung erfolgte am 26. Oktober 1912.
Trotz des anhaltenden Krieges wurde 1915 im Theater der Film Cabiria des Regisseurs Giovanni Pastrone aus Asti gezeigt.
1940 erwarb die Gemeinde das Theater. In den folgenden Jahren wurde es hauptsächlich als Kino oder Tanzlokal genutzt.

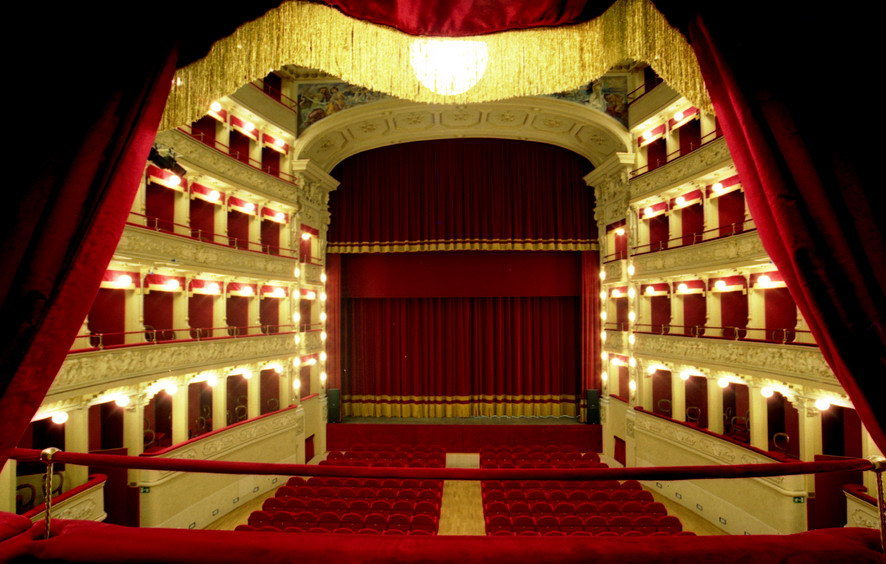
Blick von der Präsidentenloge

1979 begannen umfangreiche Restaurierungsarbeiten, die die nächsten 22 Jahre andauerten. Ziel der Restaurierung war es, das Theater anhand der Originalpläne wieder in sein ursprüngliches Aussehen zu versetzen. Außerdem wurde die Sala Pastrone gebaut, ein kleiner unterirdischer Raum für Theateraufführungen und Filmvorführungen. Das Theater wurde am 24. Juni 2002 wiedereröffnet.